# Этажерка

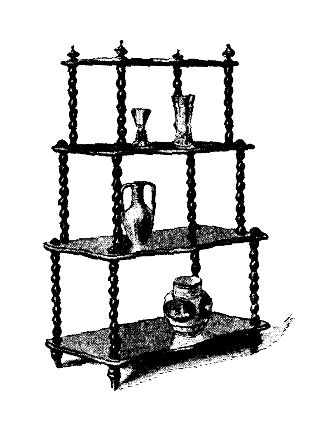
Этажерка

Этажерка (от фр. Etagere — полка) — напольное или навесное изделие мебели, разновидность стеллажа, полки которого открыты со всех сторон и опираются на вертикальные стойки. У этажерок отсутствуют фасад и стенки, но сама этажерка в напольном варианте может иметь нижнюю закрытую тумбу. Полки напоминают этажи, откуда и произошло название.

## История появления
Первые этажерки появились во времена ренессанса. В основном они встречались у зажиточных европейцев, которым нужна была мебель для хранения различных предметов интерьера. С XVIII века во Франции началось массовое производство этажерок. Краснодеревщики чаще всего изготавливали на заказ небольшие по высоте конструкции для размещения цветов, книг, атрибутов роскоши. С начала XX века началась вторая волна популярности: этажерки стали использовать в различных отраслях (даже в мореходстве), появились металлические конструкции, а также дизайнерские изделия, выполненные из комбинированных материалов.

## Особенности конструкции
Размеры: высота верхней полки 1150—1600 мм; иногда вместо нижней полки делают закрытый шкафчик высотой 450—550 мм; высота ножек 120—200 мм; высота проемов между полками 250—400 мм; ширина этажерки 400—800 мм; глубина 250—350 мм.
Выпускаются различные по высоте этажерки, и в зависимости от этого параметра их условно разделяют на прикроватные, напольные, подвесные (к примеру, из пластика, предназначенные для установки в ванных комнатах). Также изготавливают специализированные этажерки для складов, кораблей, офисов, холодильных помещений и др.